# تان سیکتین
تان سیکتین (به انگلیسی: Tan Sixin) ژیمناست زادهٔ ۱۰ ژانویه ۱۹۹۵ میلادی اهل کشور چین است.